# 基普蒂 (切爾尼戈夫州)

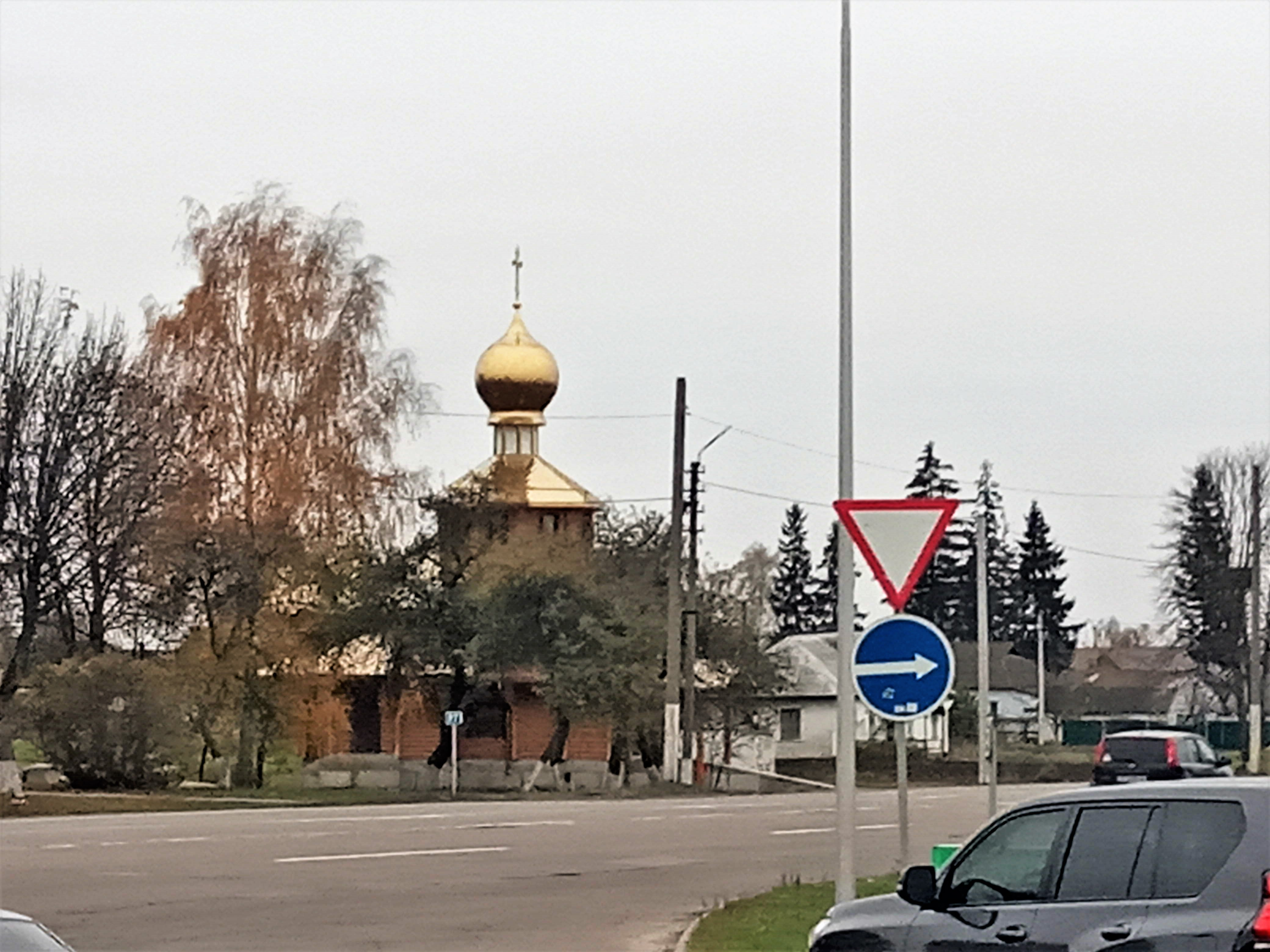
教堂

基普蒂（羅馬化：Kipti）是烏克蘭北部切爾尼戈夫州切爾尼戈夫區基普蒂市镇内的村庄及其行政中心。面積2.3平方公里，海拔高度121米，2001年人口713，人口密度每平方公里310.4人。